# An-Numan (II) ibn al-Àswad
An-Numan (II) ibn al-Àswad fou rei làkhmida d'Aràbia de vers el 500 al 504.
Fou un rei bel·licós i va participar en la guerra Anastasiana entre l'Imperi Romà d'Orient i l'Imperi Sassànida, sent derrotat al començament del regnat o potser abans de pujar al tron, pel general romà d'Orient Eugeni a Bithrapos. El 502 va atacar Haran, on fou derrotat pels romans, però després es va prendre revenja, aconseguint una notable victòria. Va morir el 504 d'una ferida de guerra produïda a Circèsion. Es va produir un interregne breu (uns tres anys) quan apareix un rei no làkhmida de nom Alqama Abu-Yàfur (504-507).